# La Mujer (publicación semanal)
La Mujer (Madrid, 1851 – Ibidem, 1852) fue una publicación española de periodicidad semanal dedicada al público femenino.

## Historia
Nació en agosto de 1851. Constaba de ocho páginas, a dos columnas y carente de ilustraciones. Estaba dirigida a la clase media y se declaraba defensora del derecho al trabajo de las mujeres, así como de su capacidad para gobernar y para realizar labores tradicionalmente reservadas a los hombres. Al mismo tiempo, y de acuerdo a su ideario católico, abogaba por la beneficencia y el papel que debían realizar las mujeres en el ámbito social. Así, en su editorial de junio de 1852, se impelía a las mujeres a luchar por ellas mismas y reclamar sus derechos.
La publicación estaba compuesta por artículos de fondo relativos a la moral, la educación o el trabajo que figuraban en la portada como editoriales, sin firma. El resto estaba formado por poesías, leyendas, relatos históricos y novelas por entregas además de una sección de anuncios. En su redacción solo participaron mujeres como figuraba en su subtítulo “Periódico escrito por una sociedad de señoras y dedicado a su sexo”.
Entre sus redactoras, estuvieron las poetas Ángela Grassi, María Verdejo y Rogelia León. Y, como colaboradoras, figuraron Rosa Butler y Mendieta, Josefa Moreno y Nartos y Robustiana Armiño, entre otras. En sus páginas se hacían eco de las autoras del momento, como Carolina Coronado, o de noticias como el fallecimiento de María de las Mercedes Santa Cruz y Montalvo, condesa de Merlín. En su penúltimo número del 17 de octubre de 1852, dedicaron sus dos primeras páginas a la poetisa griega Safo de Mitilene, ofreciendo una traducción libre de dos de sus poemas.
Su último número, del 24 de octubre de 1852, anunciaba la suspensión de la publicación por inconvenientes que no eran explicados.